# Disc Publishing
Als Disc publishing bezeichnet man das Herstellen und Veröffentlichen von optischen Datenträgern (z. B. CD, DVD oder Blu-ray Disc). Im Gegensatz zum normalen Weg über ein Presswerk benutzt man dazu ein Optisches Laufwerk das die Datenträger beschreibt, kombiniert mit einem Drucker der sie anschließend bedruckt. Dafür werden spezielle, bedruckbare Medien benötigt (siehe unten). Disc publishing bezeichnet vornehmlich die Herstellung von Kleinserien, bei der sich Dateninhalt und Aufdruck von Medium zu Medium unterscheiden. Auf solchen Publishing-Systemen lassen sich durchaus auch Kleinserien (Duplikation) produzieren, wobei das pressen der Disc ab ca. 300 Medien preiswerter ist. Alle größeren Stückzahlen sind nicht mehr rentabel herzustellen und werden besser durch ein Presswerk abgewickelt.
Disc-publishing-Systeme kommen in Tonstudios, Verlagen und Kirchen vor. Viele Arztpraxen nutzen die Möglichkeit, CDs on demand herzustellen, um dem Patienten Röntgenbilder, Ultraschallfilme und Analysen direkt mitgeben zu können.
Da die Geräte für Disc publishing auch Medien mit urheberrechtlich geschützten Inhalten kopieren können, fallen sie unter die Pauschalabgabe-Pflicht der GEMA.

## Verschiedene Standards
Publishing-Systeme sind beim Beschreiben von optischen Medien abwärts-, aber nicht aufwärts-kompatibel, und zwar in dieser Reihenfolge: Blu-ray > DVD±R > CD. Heutzutage werden aufgrund der niedrigen Kosten der Laufwerke nur DVD-fähige Rekorder eingebaut.
Beim Bedrucken der Discs gibt es drei verschiedene Systeme, die zum Einsatz kommen: Tintenstrahldruck, Thermo-Direktdruck und Thermo-Re-Transferdruck.
Die ersten Geräte waren mit SCSI, dann mit FireWire- und USB-Anschlüssen ausgestattet. Mittlerweile wurde die externen Anschlüsse durch eingebaute PCs (Embedded-PC) ersetzt und die Recorder über den S-ATA-Bus betrieben.
Für den Betrieb in Netzwerken stehen heute netzwerkfähige Geräte bereit. Die Auftragsbearbeitung ist somit für ganze Abteilungen über das Firmennetzwerk möglich.

## Anbieter
Marktführende Hersteller sind Rimage, Epson, Primera und Microboards.  Einzige deutsche Hersteller sind die ADR AG und LSK.
Es gibt wenige Software-Hersteller, die sich auf die Integration spezialisiert haben und Sonderlösungen für Archivierungen, Medizintechnik, oder Video On Demand erstellen, wie in Deutschland die Karley Deutschland GmbH oder in Österreich die X-Net Technologies GmbH.

## Verwendete Medien
Zum Einsatz kommen alle bedruckbaren Medientypen. Es gibt sie mit silberner, goldener und weißer Oberfläche in matt und glänzend. Einige spezielle Medien erlauben einen wasserfesten Aufdruck.

## Hersteller
- Sony DADC
- Taiyo Yuden
- Verbatim
- Primera Technology Europe